# Contea di Lyon (Minnesota)
La contea di Lyon (in inglese Lyon County) è una contea dello Stato del Minnesota, negli Stati Uniti. La popolazione al censimento del 2000 era di 25 425 abitanti. Il capoluogo di contea è Marshall